# Karheen Passage

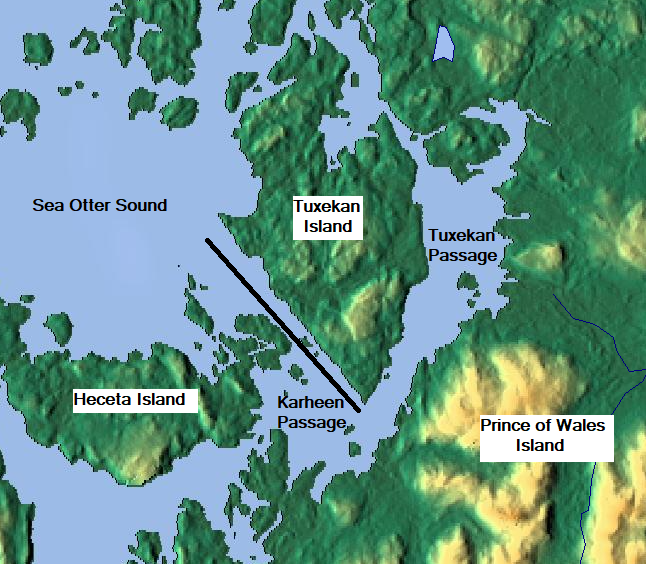
De Karheen Passage met zwarte lijn gemarkeerd

De Karheen Passage is een natuurlijk kanaal in de Alexanderarchipel in de Alaska Panhandle in het zuidoosten van Alaska in de Verenigde Staten.

## Geografie
Het kanaal is ongeveer 10 kilometer lang en een kilometer breed. Het ligt tussen Tuxekan Island in het noordoosten en Heceta Island in het zuidwesten. Ten zuiden van het kanaal ligt het Prins van Waleseiland. In het noordwesten komt het kanaal uit in de Sea Otter Sound. In het zuidoosten komt vanuit het noordoosten de Tuxekan Passage op het kanaal uit en vanuit het zuidwesten de Tonowek Narrows die het verbinden met de Tonowek Bay.
Het waterlichaam ligt in de mariene ecoregio Noord-Amerikaans Pacifisch Fjordland.

## Geschiedenis
Het kanaal werd in 1916 genoemd door de United States National Geodetic Survey. De naam is afgeleid van het dorp Karheen. Het waterlichaam werd oorspronkelijk "de doorgang naar Karheen Cannery" genoemd.